# Spirogerman
Spirogerman (spirogermanium, S 99 A, SPG, Spiro-32) – syntetyczny, organiczny związek germanu hamujący syntezę DNA, RNA i białek, mający więc potencjalne działanie przeciwnowotworowe. Zakończone zostały badania kliniczne II fazy dotyczące zastosowania związku w chemioterapii nowotworów narządów płciowych kobiet, glejaków, zaawansowanego raka gruczołowego sutka, raka płuc innego niż drobnokomórkowy, przerzutów raka płuc, przerzutów czerniaka złośliwego, zaawansowanego raka nerkowokomórkowego, przerzutowych nowotworów przewodu pokarmowego, chłoniaków i przerzutów albo wznowy raka żołądka. Jak dotąd, nie rozpoczęto żadnego badania klinicznego III fazy. Innymi możliwymi zastosowaniami spirogermanium są leczenie reumatoidalnego zapalenia stawów i choroby Chagasa. Lek wywołuje odwracalne objawy neurotoksyczne i pneumotoksyczne i podawany jest dożylnie.